# Den blomstertid ...
Den blomstertid ... är en svensk dramafilm från 1940 i regi av Alf Sjöberg. Filmen premiärvisades 28 oktober 1940 och spelades in vid Europa Studio i Sundbyberg med exteriörer från Ornö i Ornö socken i Haninge kommun av Harald Berglund.

## Roller i urval
- Sture Lagerwall - Albin Olsson, klockare
- Gerd Hagman - Eva Andersson, lärarinna
- Arnold Sjöstrand - Fritjof Söderberg, sjöman och spritsmugglare
- Ragnar Falck - Efraim, kallas Plutten
- Carl Barcklind - Lövström, skolrådets ordförande
- Holger Löwenadler - Lundgren
- Hedvig Lindby - tant Kristin Söderberg, Fritjofs mor
- Hilding Gavle - prästen
- Ernst Brunman - handelsmannen
- Barbro Flodquist - kvinna i arbetarbaracken
- Valborg Svensson - Ida, kvinna i arbetarbaracken
- Göran Bernhard - Erland, Lundgrens son
- Agda Helin - kvinna i arbetarbaracken
- Helge Hagerman - kund i handelsboden
- Gabriel Rosén - spritsmugglare
- Lars Frydén – Olle, klockarens fiolelev

## Musik i filmen
- Om dagen vid mitt arbete, musikarrangör Gustaf Hägg
- Finska Rytteriets marsch (Den snöiga Nord är vårt fädernesland), text Zacharias Topelius
- Egmont-uvertyren, op. 84, kompositör Ludwig van Beethoven, instrumental.
- Kvartett, stråkar, op. 3. Nr 5, F-dur (Serenad/Andante cantabile), kompositör Roman Hoffstetter, instrumental.
- Hosianna, Davids son, kompositör Abbé Vogler, sång Hedvig Lindby
- Engelbrektsmarschen, text August Blanche, instrumental.
- Den blomstertid nu kommer, text 1694 Israel Kolmodin text 1819 Johan Olof Wallin
- Herre, signe du och råde, kompositör Johann Schop, text Jesper Swedberg
- The Laughing Policeman, kompositör och text Billy Grey, instrumental.
- Videvisan (Sov, du lilla videung), kompositör Alice Tegnér, text Zacharias Topelius
- Sorgmarsch, kompositör Erik Baumann, instrumental.
- Måsö-hambo, kompositör Björn Schildknecht, text Elling Nordin, instrumental.
- En natt på Blåkulla, kompositör Modest Musorgskij, text Nikolaj Rimskij-Korsakov, instrumental.